# Хасанов, Жасур Орзикулович
Жасур Орзикулович Хасанов (узб. Jasur Orziqulovich Hasanov; 2 августа 1983, Узбекская ССР) — узбекский футболист, полузащитник клуба «Согдиана». Выступал в сборной Узбекистана.

## Карьера

### Клубная
Начал свою профессиональную карьеру в джизакском клубе «Согдиана» в 1999 году. В 2003—2004 играл в «Навбахоре», в 2005—2006 за мубарекский «Машъал», затем в течение нескольких лет выступал за ташкентский «Бунёдкор», стал неоднократным чемпионом Узбекистана.
В начале 2010-х годов играл за клубы Катара и Эмиратов. В составе «Лехвии» стал чемпионом Катара сезона 2010/11.
В 2012 году вернулся в Узбекистан, выступал за «Бунёдкор» и ташкентский «Локомотив».

### Международная
Хасанов с 2007 года выступает за сборную Узбекистана по футболу, дебютировал в национальной команде 22 августа 2007 года в игре с Украиной.
Принимал участие в финальных турнирах Кубка Азии в 2011 году (5 игр, стал полуфиналистом) и 2015 году (2 матча).

## Достижения
- Чемпион Узбекистана (5): 2008, 2009, 2010, 2011, 2013
- Чемпион Катара: 2010/11
- Серебряный призёр чемпионата Узбекистана (4): 2005, 2007, 2012, 2014
- Бронзовый призёр чемпионата Узбекистана (2): 2003, 2004
- Обладатель Кубка Узбекистана (5): 2008, 2010, 2012, 2013, 2014
- Финалист Кубка Узбекистана: 2007